# والریو کلری
والریو کلری (به انگلیسی: Valerio Cleri) (زادهٔ ۱۹ ژوئن ۱۹۸۱) شناگر اهل ایتالیا است.